# Solitary Man
Solitary Man är en amerikansk film från 2009, regisserad av Brian Koppelman och David Levien. I filmen medverkar bland andra Michael Douglas, Susan Sarandon, Jenna Fischer, Jesse Eisenberg, Mary-Louise Parker och Danny DeVito.

## Rollista
| Michael Douglas        | – Ben Kalmen        |
| Susan Sarandon         | – Nancy Kalmen      |
| Danny DeVito           | – Jimmy Merino      |
| Mary-Louise Parker     | – Jordon Karsch     |
| Jenna Fischer          | – Susan Porter      |
| Imogen Poots           | – Allyson Karsch    |
| Jesse Eisenberg        | – Daniel Cheston    |
| Richard Schiff         | – Steve Heller      |
| Jake Richard Siciliano | – Scotty            |
| David Costabile        | – Gary Porter       |
| Ben Shenkman           | – Peter Hartofilias |